# اداگور
اداگور (به انگلیسی: Adagur) یک روستا در هند است که در کارناتاکا واقع شده‌است.